# Jaroslav Borovička
Jaroslav Borovička (ur. 26 listopada 1931 w Pradze, zm. 29 grudnia 1992) – czeski piłkarz grający na pozycji napastnika.
Podczas kariery piłkarskiej reprezentował barwy Dukli Praga. W reprezentacji Czechosłowacji rozegrał 21 meczów i zdobył 2 gole. Uczestniczył w mistrzostwach świata 1958 i 1962.